# Debreceni Református Hittudományi Egyetem Szakkönyvtárai
A Debreceni Református Hittudományi Egyetem könyvtárai magukba foglalják a DRHE Teológiai Szakkönyvtárat és a DRHE Maróthi György Könyvtárat
A jelenlegi DRHE Maróthi György Könyvtár a DRHE Teológiai Szakkönyvtár és a DRHE Maróthi György Könyvtár  összevonásával jött létre 2015-ben. A DRHE Maróthi György Könyvtár nyilvános felsőoktatási szakkönyvtár. Állományának nagysága közel 130.000 db könyvtári egység.
(2) A könyvtár nyilvános felsőoktatási szakkönyvtári minőségben 
a) tervszerűen gyűjti az oktatott és kutatott diszciplínák, továbbá mindezek határterületi tudományainak hazai és külföldi szakirodalmát a szükséges mélységben, mértékben és példányszámban, 
b) kiemelten gyűjti a hittudomány, vallástudomány, filozófiatudomány, pszichológia, neveléstudomány hazai és nemzetközi szakirodalmát. 
2015 szeptemberében új épületbe költözött a könyvtár, ahol széleskörű szolgáltatások, modern olvasóterem, számítógép használati lehetőség, wifi elérhetőség szolgálja az olvasók kényelmét.
A feldolgozott teológiai állomány szabadpolcon található, amely nagymértékben segíti a kutatást, a dokumentumokhoz történő hozzáférést. A helyben található könyv és folyóirat raktárakból  kölcsönzési időben gyors kiszolgálásra van lehetőség.
Kutatóintézetek és tanszékek

A DRHE intézményének keretében egyes szakterületekhez kapcsolódóan speciális irányultságú kutatóintézetek is működnek, ezek könyvállományát különgyűjteményként kezeljük, nyilvántartása, katalogizálása azonban a törzsállománnyal közös. Ennek értelmében ezek az állományrészek is a közös Corvina adatbázisban találhatóak, lelőhelyként a megfelelő kutatóintézet megjelölésével. Kölcsönzés azonban csak az adott intézet vezetőjével egyeztetve lehetséges.

## DRHE Maróthi György Könyvtár
Debrecenben a tanítóképzés kezdetei a reformációig nyúlnak vissza. A jelenlegi intézmény 1959-ben alakult mint Debreceni Felsőfokú Tanítóképző Intézet, amely 1976-tól főiskola szintű képzést ad. 1990-ben Kölcsey Ferenc nevét vette fel. 1993-tól a Tiszántúli Református Egyházkerület fenntartásában működik a főiskola. Történetétől elválaszthatatlan a könyvtár története, amely szintén 1959-ben alakult, 7 ezer kötetes induló állománnyal. A könyvtár jelenlegi állománya mára megközelíti a 100 ezer kötetet. A könyvtár küldetési nyilatkozatában fogalmazta meg, hogy „a könyvtár legyen alkalmas – alapfeladatai ellátása mellett – regionális és városi információs igényeket is magas színvonalon ellátni. Működjön a főiskola és egyéb intézmények oktatóinak és hallgatóinak báziskönyvtáraként, más felhasználók szakkönyvtáraként, regionális kutatóközpontként.”
A könyvtár gyűjtőköre a képzésnek megfelelő szakterületek és tudományágak szerint alakul. Fő gyűjtőköre a pedagógiai és pszichológiai szakirodalom, alsótagozatosok részére írott tankönyvek, illetve tantervek, tanítási segédletek, amelyek az állomány mintegy 40%-át adják. Ugyanakkor gyűjtik a főiskolán oktatott szaktárgyaknak megfelelő szakirodalmat (társadalomtudományok, kommunikáció, könyvtártudomány, informatika, gyermekirodalmi művek).
Megtalálhatóak az olvasók általános műveltségének megalapozását segítő, hazai és külföldi szépirodalmi művek is. Gazdag hanglemez és videó anyaga segíti a tanítási órák szemléltetését. Jelentős folyóirat-állománya a magyar pedagógiai, módszertani, társadalomtudományi és irodalmi periodikákat tartalmazza a hatvanas évektől napjainkig.
A Főiskola integrációjakor (2011), a könyvtár is Integrálódott a Hittudományi Egyetembe, de ugyanakkor a Debreceni Egyetem társult tagja maradt, így az egyetem tagkönyvtáraival és a város más könyvtáraival jó szakmai kapcsolat maradt fent.

## Külső hivatkozások
- Debreceni Református Hittudományi Egyetem Teológiai Szakkönyvtár
- Debreceni Református Hittudományi Egyetem Maróthi György Könyvtár